# Благодійний Кубок Свазіленду
Благодійний Кубок Свазіленду — футбольний турнір у Свазіленді. У боротьбі за нього беруть участь переможець Прем'єр-ліги і володар футбольного Кубку Свазіленду. Заснований у 1992 році і кілька разів перейменовувався.

## Переможці
- 1992 : Заходи Денвера

### Кубок чемпіона чемпіонів Свазіленду
- 1993 : Мбабанські ластівки 5-0 Странники Манзіні

### Благодійний Кубок
- 1996 : Одинадцять людей в польоті
- 1998 : Горці Мбабане 2-0 Мбабанські ластівки
- 1999 : Мбабанські ластівки
- 2000 : Заходи Денвера

### Благодійний Кубок Бапхалалі
- 2001 : Заходи Нкомазі 2-0 Молоді буйволи

### Благодійний Кубок Свазі-Телеком
- 2002 : Странники Манзіні 1-1 Королівський Леопарди (5-3 пенальті)
- 2003 : Странники Манзіні 2-0 Мбабанські ластівки
- 2004 : Мбабанські ластівки 1-0 Горці Мбабане
- 2005 : Странники Манзіні 1-0 Горці Мбабане
- 2006 : Королівський Леопарди 3-1 Мбабанські ластівки
- 2007 : Горці Мбабане  abd Странники Манзіні
- 2008 : Горці Мбабане 0-0 Мбабанські ластівки (5-4 пенальті)
- 2009 : Пірати Монені 2-1 Горці Мбабане
- 2010 : Горці Мбабане 1-0 Манзіні Вондерерз
- 2011 : Манзіні Сандаунз 2-1 Манзіні Вондерерз
- 2012 : Манзіні Сандаунз 1-0 Молоді буйволи
- 2013 : Королівський Леопарди 0-0 Молоді буйволи (ов.т., 4:1 пен.)
- 2014 : Мбабанські ластівки 0-0 Королівський Леопарди (ов.т., 5:4 пен.)
- 2015 : Королівський Леопарди 1-0 Мбабанські ластівки
- 2016 :